# Coupe du monde d'escalade de 1993
Navigation
4e édition 6e édition
La Coupe du monde d'escalade de 1993 consiste en une série de six compétitions d'escalade de difficulté qui ont lieu entre le 2 avril et le 10 décembre 1993 dans quatre pays européens différents.

## Présentation
Cette cinquième édition de la Coupe du monde d'escalade est organisée par la Commission escalade de compétition de l'Union internationale des associations d'alpinisme (UIAA). Cette compétition qui s'étale sur plusieurs mois comprend six étapes qui sont toutes européennes.

## Classement général
Pour établir le classement général, les points des cinq meilleures manches sont cumulés, sur les six résultats possibles.
| Catégories | Or                   | Or         | Argent         | Argent     | Bronze              | Bronze     |
| ---------- | -------------------- | ---------- | -------------- | ---------- | ------------------- | ---------- |
| Difficulté | François Legrand (4) | 480 points | François Petit | 361 points | Yuji Hirayama       | 277 points |
| Difficulté | Robyn Erbesfield (2) | 460 points | Susi Good      | 425 points | Elena Ovtchinnikova | 267 points |

## Étapes
La coupe du monde d'escalade 1993 s'est déroulée du 2 avril au 10 décembre 1993, repartie en six étapes comprenant une discipline.
| Dates            | Lieu            | Difficulté | Bloc     | Vitesse  |
| ---------------- | --------------- | ---------- | -------- | -------- |
| 2 avril 1993     | Francfort       | X          | -        | -        |
| 15 mai 1993      | Zurich          | X          | -        | -        |
| 28 mai 1993      | Toulon          | X          | -        | -        |
| 27 août 1993     | Mer Noire       | X          | -        | -        |
| 5 novembre 1993  | Nuremberg       | X          | -        | -        |
| 10 décembre 1993 | Laval (Mayenne) | X          | -        | -        |
| Total : 6 étapes |                 | 6 étapes   | 0 étapes | 0 étapes |

## Podiums des étapes

### Difficulté

#### Hommes
| Étapes      | Lieu                  | Or                    | Argent           | Bronze           |
| ----------- | --------------------- | --------------------- | ---------------- | ---------------- |
| 2 avril     | Francfort (Allemagne) | Yuji Hirayama (2)     | François Legrand | Christoph Finkel |
| 15 mai      | Zurich (Suisse)       | François Legrand (9)  | Severino Scassa  | Nicola Sartori   |
| 28 mai      | Toulon (France)       | François Legrand (10) | François Petit   | Severino Scassa  |
| 27 août     | Mer Noire (Ukraine)   | François Petit        | François Lombard | Fabien Mazuer    |
| 5 novembre  | Nuremberg (Allemagne) | François Legrand (11) | Yuji Hirayama    | François Petit   |
| 10 décembre | Laval (France)        | François Legrand (12) | François Lombard | François Petit   |

#### Femmes
| Étapes      | Lieu                  | Or                     | Argent           | Bronze             |
| ----------- | --------------------- | ---------------------- | ---------------- | ------------------ |
| 2 avril     | Francfort (Allemagne) | Susi Good (4)          | Robyn Erbesfield | Isabelle Patissier |
| 15 mai      | Zurich (Suisse)       | Susi Good (5)          | Robyn Erbesfield | Nanette Raybaud    |
| 28 mai      | Toulon (France)       | Isabelle Patissier (8) | Robyn Erbesfield | Susi Good          |
| 27 août     | Mer Noire (Ukraine)   | Robyn Erbesfield (6)   | Susi Good        | Nanette Raybaud    |
| 5 novembre  | Nuremberg (Allemagne) | Robyn Erbesfield (7)   | Susi Good        | Angela Striecks    |
| 10 décembre | Laval (France)        | Robyn Erbesfield (8)   | Liv Sansoz       | Susi Good          |

## Autres compétitions mondiales de la saison

### Championnats du monde d'escalade 1993

#### Difficulté

##### Hommes
| Étapes   | Lieu                 | Or                   | Argent         | Bronze        |
| -------- | -------------------- | -------------------- | -------------- | ------------- |
| 30 avril | Innsbruck (Autriche) | François Legrand (2) | Stefan Glowacz | Yuji Hirayama |

##### Femmes
| Étapes   | Lieu                 | Or            | Argent           | Bronze             |
| -------- | -------------------- | ------------- | ---------------- | ------------------ |
| 30 avril | Innsbruck (Autriche) | Susi Good (2) | Robyn Erbesfield | Isabelle Patissier |

#### Vitesse

##### Hommes
| Étapes   | Lieu                 | Or                  | Argent         | Bronze               |
| -------- | -------------------- | ------------------- | -------------- | -------------------- |
| 30 avril | Innsbruck (Autriche) | Vladimir Netsvetaev | Serik Kazbekov | Yevgen Kryvosheytsev |

##### Femmes
| Étapes   | Lieu                 | Or         | Argent             | Bronze          |
| -------- | -------------------- | ---------- | ------------------ | --------------- |
| 30 avril | Innsbruck (Autriche) | Olga Bibik | Isabelle Dorsimond | Renata Piszczek |